# Lost Nation
Lost Nation – miasto w Stanach Zjednoczonych, w stanie Iowa, w hrabstwie Clinton. Zgodnie ze spisem statystycznym z 2000 roku, miasto liczyło 497 mieszkańców.